# Länderrat des amerikanischen Besatzungsgebietes
Der Länderrat des amerikanischen Besatzungsgebietes (vereinzelt auch Süddeutscher Länderrat) mit Sitz in Stuttgart war von 1945 bis 1949 ein länderübergreifendes Koordinierungsgremium auf dem Gebiet der amerikanischen Besatzungszone in Deutschland. Er umfasste die Länder Bayern, Groß-Hessen und Württemberg-Baden sowie – seit April 1947 – auch die Freie Hansestadt Bremen. Ähnlich wie der Zonenbeirat in der britischen Zone war der Länderrat ein wichtiger Meilenstein beim Wiederaufbau der staatlichen Ordnung in Westdeutschland nach dem Ende des Zweiten Weltkriegs und kann als Vorbild sowohl für den Länderrat der 1947 geschaffenen Bizone als auch für den heutigen Bundesrat gelten.

## Geschichte
Der Länderrat wurde auf Initiative der US-Militärregierung (OMGUS) am 17. Oktober 1945 gebildet und bestand bis zur Konstituierung von Bundestag und Bundesrat im Herbst 1949. Seine Aufgabe war es, „im Rahmen der politischen Richtlinien der Besatzungsmacht die über das Gebiet eines Landes hinausreichenden Fragen gemeinschaftlich zu lösen, Schwierigkeiten im Verkehr der Länder zu beseitigen und die wünschenswerte Angleichung der Entwicklung auf den Gebieten des politischen, sozialen, wirtschaftlichen und kulturellen Lebens sicherzustellen.“

Der Generalsekretär des Länderrats Erich Roßmann

Der Länderrat bestand aus den Ministerpräsidenten der Länder Bayern, Groß-Hessen und Württemberg-Baden sowie – seit April 1947 – dem Senatspräsidenten der Freien Hansestadt Bremen. Er trat einmal im Monat unter wechselndem Vorsitz in Stuttgart  zusammen. Die Arbeit des Länderrates wurde von einem Sekretariat mit Sitz in Stuttgart unterstützt; Generalsekretär war seit 4. Dezember 1945 der frühere Reichstagsabgeordnete Erich Roßmann (SPD). Im Juni 1946 wurde zusätzlich ein Direktorium aus Sonderbeauftragten und Bevollmächtigten der Länder sowie dem Generalsekretär gebildet, das im Wochenrhythmus zusammentrat, die Sitzungen des Länderrates vorbereitete und in dringenden Fällen auch Eilentscheidungen treffen konnte. Für einzelne länderübergreifende Aufgaben (Ernährung, Handel, Postwesen, Verkehr) errichtete der Länderrat eigene Zonenverwaltungen unter der Leitung von Sonderbevollmächtigten (z. B. für Ernährung und Landwirtschaft) oder Beauftragten (z. B. Preisbildung und Preisüberwachung, für Interzonen- und Außenhandel), darunter den früheren Reichsernährungsminister Hermann Dietrich.
Um den Einfluss der inzwischen gewählten Landesparlamente auf die Arbeit des Länderrates zu stärken, wurde im März 1947 ein Parlamentarischer Rat aus je sieben Abgeordneten der drei Landtage sowie drei Mitgliedern der Bremischen Bürgerschaft gebildet. Er sollte Stellung zu Gesetzentwürfen und Verordnungen des Länderrats nehmen und außerdem die Angleichung der Gesetzgebung in den Ländern fördern.
Im Juni 1948 nahm General Lucius D. Clay zum letzten Mal an einer Sitzung des Länderrats teil und löste zum 1. Juli 1948 das Regional Government Coordinating Office auf. Mit Beginn der Arbeiten des Parlamentarischen Rates in Bonn trat Generalsekretär Erich Roßmann Ende September 1948 zurück. Die letzte Sitzung des Länderrates fand am 28. September 1948 statt, das Stuttgarter Sekretariat beendete seine Arbeit erst am 9. September 1949. Am 22. Oktober 1949 hielt der Länderrat noch eine formale Schlusssitzung ab.

## Mitglieder des Länderrats
- Bayern: Wilhelm Hoegner (Oktober 1945 bis Dezember 1946) / Hans Ehard (Januar 1947 bis September 1949)
- Bremen: Wilhelm Kaisen (April 1947 bis September 1949)[7]
- Hessen: Karl Geiler (Oktober 1945 bis Dezember 1946) / Christian Stock (Januar 1947 bis September 1949)
- Württemberg-Baden: Reinhold Maier (Oktober 1945 bis September 1949)

## Mitglieder des Parlamentarischen Rates (seit 1947)
Für Bayern
- Michael Horlacher (CSU)
- Alois Hundhammer (CSU)
- Josef Müller (CSU)
- Lorenz Hagen (SPD)
- Jean Stock (SPD)
- Thomas Dehler (FDP)
- Alfred Loritz (WAV)

Für Bremen
- Josef Böhm (SPD)
- Bernhard Vogelsang (ab 1948 August Hagedorn, beide SPD)
- Friedrich Schulze (ab 1948 Albert Bote, beide BDV)

Für Hessen
- Erich Köhler (ab 1948 Heinrich von Brentano, beide CDU)
- Georg Stieler (CDU)
- Otto Witte (SPD)
- Wilhelm Apel (ab 1948 Albert Wagner, beide SPD)
- Wilhelm Arnoul (SPD)
- Walter Fisch (KPD)
- Georg Stetefeld (LDP)

Für Württemberg-Baden
- Fridolin Heurich (CDU)
- Josef Andre (CDU)
- Paul Bausch (CDU)
- Wilhelm Keil (SPD)
- Alex Möller (SPD)
- Wolfgang Haußmann (DVP)
- Albert Buchmann (KPD)